# Frankenreuth (Stadtsteinach)
Frankenreuth ist ein Gemeindeteil der Stadt Stadtsteinach im Landkreis Kulmbach (Oberfranken, Bayern). Frankenreuth liegt in der Gemarkung Schwand.

## Geografie
Der Weiler liegt in einer kleinen Rodungsinsel nordöstlich der Grünburg (522 m ü. NHN) auf einem Höhenrücken, der im Osten ins Tal der Unteren Steinach und im Westen ins Tal des Schindelbachs abfällt. Ein Anliegerweg führt 0,4 km südwestlich zu einer Gemeindeverbindungsstraße, die nach Hochofen (1,2 km südwestlich) bzw. nach Römerseuth verläuft (2 km nördlich).

## Geschichte
In einem Urbar des bambergischen Centamts Stadtsteinach von 1502/10 wurden für den Ort zwei Höfe verzeichnet. Auch gegen Ende des 18. Jahrhunderts bestand Frankenreuth aus zwei Höfen. Das Hochgericht übte nach wie vor das Centamt Stadtsteinach aus. Das Kastenamt Stadtsteinach war Grundherr der beiden Anwesen.
Mit dem Gemeindeedikt wurde Frankenreuth dem 1808 gebildeten Steuerdistrikt Römersreuth und der im gleichen Jahr gebildeten Ruralgemeinde Schwand zugewiesen. Am 1. Januar 1974 wurde Frankenreuth im Rahmen der Gebietsreform in die Gemeinde Stadtsteinach eingegliedert.

### Einwohnerentwicklung
| Jahr      | 001818 | 001819 | 001861 | 001871 | 001885 | 001900 | 001925 | 001950 | 001961 | 001970 | 001987 |
| Einwohner |        | 24     | 37     | 43     | 49     | 33     | 20     | 28     | 24     | 21     | 12     |
| Häuser    | 3      |        |        |        | 5      | 5      | 3      | 3      | 2      |        | 3      |
| Quelle    | [ 7 ]  | [ 10 ] | [ 11 ] | [ 12 ] | [ 13 ] | [ 14 ] | [ 15 ] | [ 16 ] | [ 17 ] | [ 18 ] | [ 1 ]  |

## Religion
Frankenreuth ist katholisch geprägt und nach St. Michael (Stadtsteinach) gepfarrt.